# 库伊拉·德·威尔
库伊拉·德·威尔，又译为庫伊拉·迪維爾，是1961年迪斯尼动画电影《101忠狗》中的反派角色之一。在AFI百年百大英雄与反派的反派角色中排名第39位。動畫電影《101忠狗》由貝蒂·劉·吉爾森担当原声配音。真人版电影《101真狗》和续集《102斑点狗》由格伦·克洛斯饰演。
库伊拉·德·威尔这个角色最早出自于多迪·史密斯的儿童文学作品《第101隻斑點狗》（The Hundred and One Dalmatians）。库伊拉是典型的时尚皮草狂，酷爱使用动物毛皮制成的大衣。她竟不惜一切残忍手段指使手下杀害动物，想剥它们的皮制作自己想要的毛皮大衣。
以库伊拉为主角的迪士尼外传电影《黑白魔女库伊拉》（Cruella）由艾瑪·史東主演，于2021年5月28日全美上映。

## 名字
库伊拉·德·威尔（Cruella De Vil）这个名字是杜撰的西班牙式姓名。在西班牙文和英文中，Cruel都为“殘忍的”或“残酷的”的意思。这里把Cruel用作女性的名字，按西班牙语方式加上阴性字尾，成为Cruella，连同De Vil（Devil是恶魔、魔鬼的意思），总体名字的意思为“残酷的魔鬼”。
早期的台湾配音版由陳美貞演繹庫伊拉，當時的譯名為古萊拉。早期的粵語配音版由龍寶鈿演繹，譯名为富姨奶。

## 角色形象

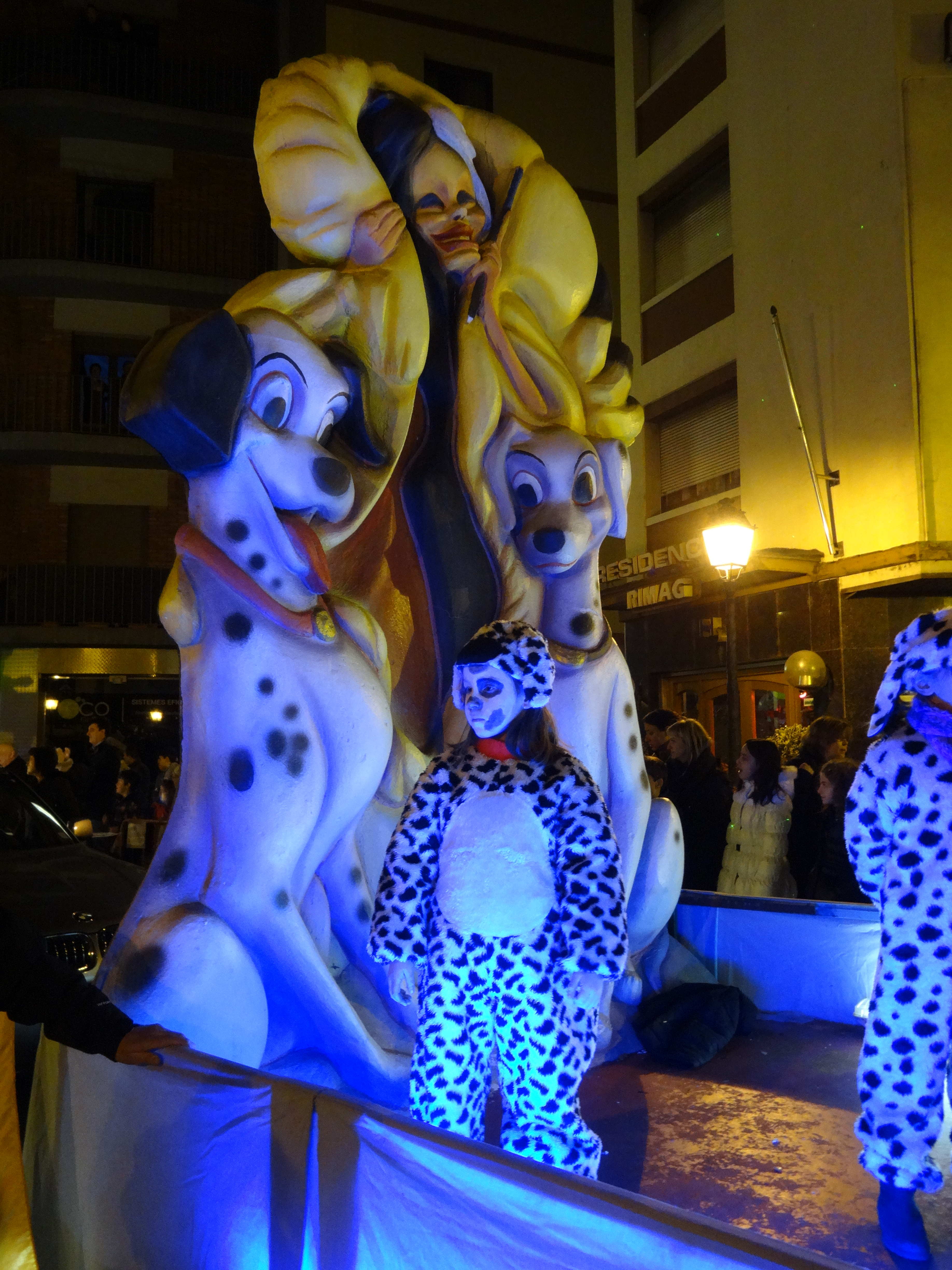
2013年1月5日，在安道尔城举行的主顯節花车游行。

在多迪·史密斯的儿童小说中，库伊拉是个高个子的妇女，身穿一件紧身的艳绿色缎子衣服（书中描述库伊拉还穿过红宝石色和黑色的缎子衣服），戴着好几串红宝石项链，外面披着一件用纯白色貂皮制成的斗篷，长得拖到她那红宝石色高跟鞋的后跟。库伊拉黑眼睛略带红色，尖尖的鼻子。她的头发一分为二，一半黑色，一半白色，十分特别。
在迪士尼动画中，库伊拉的身材骨瘦高挑，下巴和鼻子很尖，头发是一半黑一半白的短直发。身裹一件内部是深红色的米黄色貂皮大衣，里面穿着一件没有袖子的黑色连衣裙，戴着红色长手套，还穿着一双红色的短跟高跟鞋。时常单手夹握着一支绿色的长烟杆。
真人版电影《101真狗》和续集《102斑点狗》中，库伊拉的服装比较丰富，几乎是每个场景都有不同的造型。唯一的特点是头发一半黑一半白，手里夹着一支红色的长烟杆。
2021年迪斯尼真人電影《時尚惡女：庫伊拉》中，該角色由艾玛·斯通扮演。艾絲黛拉戴眼鏡、披著紅髮。庫伊拉幾個場景都會換個服裝，大部分場景還是會穿黑衣服。手持手杖，有時會帶面具出場，頭髮還原了原著中的半白半黑。自2007年开始，迪士尼禁止角色在电影中吸烟，因此没有将艾玛·斯通塑造成吸烟的库伊拉。

## 角色介绍

### 儿童文学《第101隻斑點狗》
在多迪·史密斯的儿童小说《第101隻斑點狗》中，库伊拉的整体设定和故事走向基本和动画电影一样，她以前是甜来夫人的同学，因为喝墨水被学校开除了。并传闻库伊拉的祖先德·威尔是魔鬼。与动画电影不同的是，库伊拉有个皮货商人的丈夫德·威尔先生，白猫说他和库伊拉一样坏，唯一区别是库伊拉既强横又坏，他是既懦弱又坏，最后生意失败还破产了。库伊拉驾驶着一辆漆有黑白斑马线条纹的大汽车，非常酷爱裘皮衣服。斑点狗“幸运”咬过库伊拉的一点耳朵，表示她的耳朵是胡椒味道的。库伊拉拥有一座200年历史的老宅，叫做“希尔宅邸”。曾经有个名叫希尔的农民负了债，之后便把这座宅邸卖给了库伊拉的祖先，现在归库伊拉所有，几年前她把房子全部刷成了黑色，里面是红的。她从来没有住过这座宅邸，她让自己的手下巴腾兄弟：索尔·巴腾和贾斯珀·巴腾作为看房人，免费租用它。库伊拉的一只白猫生下的44只小猫全被库伊拉淹死了，白猫为了报复，和庞哥带领的小狗们一起潜入库伊拉的住宅，撕毁了她所有的裘皮，最后还毁掉了她身上披着的那件白色貂皮斗篷。

### 101忠狗

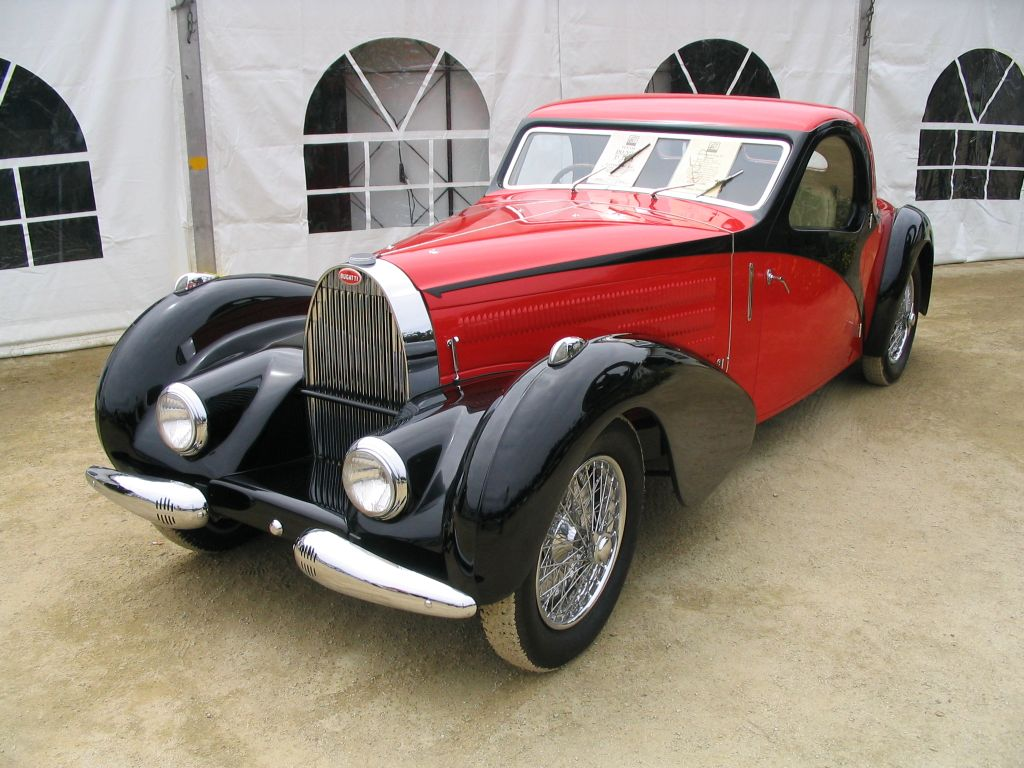
库伊拉所驾驶的双门红色跑车，其灵感来源自1935或1936年产的超级跑车布加迪Type 57 Atalante。

库伊拉是安妮塔的老同学，在剧中第一次来访时，在安妮塔和罗杰的家里到处找出生的小斑点狗，并嘲笑安妮塔没有品位，她的梦想就是他们住的这栋小破楼，罗杰是她英勇无畏的骑士。库伊拉还把烟灰弹进点心和盛着红茶的茶杯里，显示出库伊拉又傲慢又没教养。白佩蒂说她是恶魔、是巫婆。她想买下刚生下来的15只小狗做狗皮大衣，在签支票的时候，将钢笔墨水甩罗杰和庞哥一身。库伊拉被罗杰拒绝后，库伊拉十分气愤，并威胁说会报复他们，还要跟安妮塔绝交，随后砸碎大门上的玻璃愤然离去。她雇了贾斯珀和霍理斯偷出了15只小狗，和从别的地方买来的小狗一起关在德·威尔宅邸里，库伊拉逼迫贾斯珀和霍理斯尽快动手处死这些小狗，并剥下它们的皮，否则她就要报警。小狗们得到救助逃跑后，库伊拉开着她的手动挡红色跑车，沿着小狗们的足迹进行追踪。故事结局，库伊拉的跑车跟贾斯珀和霍理斯的车相撞，飞出道路，车被撞得七零八落，还破坏了一个电线杆。气急败坏的库伊拉怒骂贾斯珀和霍理斯「你们这些白痴，你们这兩個笨蛋！」随后便嚎啕大哭起来。
罗杰根据库伊拉的狠毒和残酷突发灵感创作了一首歌曲，没想到一炮而红。从此，他们从平凡的生活一下变得富裕起来，打算开一个大麦町农场。

### 101忠狗续集：伦敦大冒险
2003年推出的续集《101忠狗續集：倫敦大冒險》中，正在缓刑中的库伊拉开着她在前作结尾被撞得破烂不堪的红色跑车迷走街头，皮草店纷纷拒绝将皮草卖给库伊拉，并说库伊拉唯一的缓刑条件就是禁止再将毛皮卖给库伊拉。库伊拉在绝望之际，她发现了一位名叫莱斯（Lars）的艺术家，希望能用黑白斑点来启发他的艺术创作。于是，库伊拉保释了贾斯珀和霍理斯，再次干下了斑点狗绑架案，依旧想杀了101只小狗做她的斑点狗皮大衣。故事最终，库伊拉和她同伙的作战计划失败，眼里只有斑点的疯疯癫癫地库伊拉被视为危险人物逮捕。在该片中，库伊拉自称为“富有的女继承人”。

### 101真狗

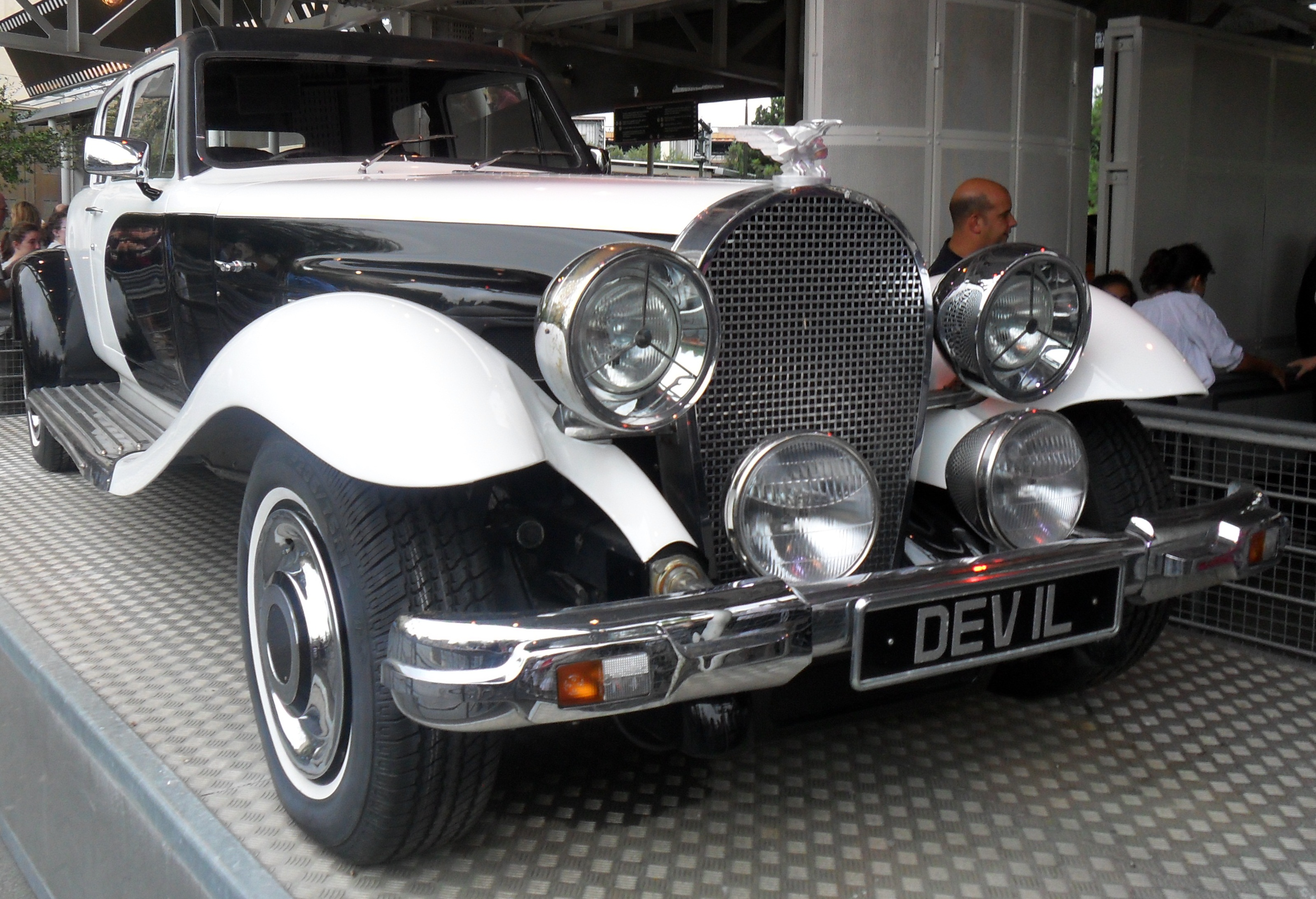
库伊拉在电影中驾驶的Panther De Ville（1974年产的英国顶级豪车）。车身以黑色和白色为基调。在电影中这辆车和动画电影一样是双门的，另外该车还搭载了雪佛兰小缸体V8发动机。

1996年的真人版电影《101真狗》中，库伊拉也是疯狂地对动物毛皮感兴趣，特别是对黑白斑点，并说在这个悲惨的世界上有哪个女人不爱皮草。她是安妮塔所属的时装设计公司“House of DeVil（鬼屋）”的女老板，她有个忠实的男佣人阿朗索（Alonzo）。该作的库伊拉性格非常恶辣暴躁，尤其是对结婚十分厌恶，表示在婚姻中失败的女人比战争中死去的女人还要多。她非常看重安妮塔的才华，但她得知安妮塔和电子游戏设计师罗杰结婚后非常生气。她用7500英镑想买下安妮塔家的15只小斑点狗，但被遭到罗杰和安妮塔的拒绝，库伊拉在一怒之下撕毁了支票并解雇了安妮塔，愤然离去。随后便指使属下的贾斯珀和霍理斯去偷盗小狗。故事结尾，库伊拉开着车牌写着“DEV IL”的自动挡豪车Panther De Ville追寻着小狗们的踪迹来到了农场，在被农场的动物们联合戏弄了一番后被赶来的警察逮捕。
罗杰在屋外捡到库伊拉被逮捕新闻的报纸，因此突发奇想，将自己设计的电子游戏里的坏人改成库伊拉的形象而大获成功，被评为最棒的坏人。

### 102斑点狗
在《101真狗》的续集中，库伊拉在监狱里进行“厌恶治疗法”，试图让她弃恶从善，不再沾染动物毛皮之类的东西，并将她改造成一个温柔的动物爱好者。3年后，库伊拉因为表现良好被允许提早假释出狱，她发誓保证自己出狱后将不会再与动物毛皮扯上任何关系。法官判定如果库伊拉再次犯法，法院将有权没收她800万英镑的全部资产。库伊拉出狱后改头换面，在一家濒临倒闭的“流浪犬之家”以艾拉（Ella）的名义进行爱狗慈善活动，但她的假释官赛嘉怡（Chloe Simon）并不相信库伊拉真的能重新做人。有一天，库伊拉偶然听到了伦敦大钟的钟鸣声，被这个钟声刺激大脑后会解除“厌恶治疗法”的疗效，这使库伊拉的邪恶本性再次暴露出来。库伊拉依旧对没有实现制成的斑点狗皮大衣十分执着，这次她变本加厉，想为这件斑点狗皮大衣配上一顶狗皮帽。她与同样狂热动物毛皮的法国服装设计师尚彼雅·理普（Jean-Pierre Le Pelt）联手，将偷来的101只小斑点狗一同乗东方快车前往法国巴黎，打算在那里制作她梦寐以求的斑点狗皮大衣。后来由于男佣人阿朗索的背叛，斑点狗全都放了出来，库伊拉只好亲自去追赶这些小狗。库伊拉追赶小狗们来到了蛋糕制作厂，被一只全身毫无斑点的斑点狗—小怪戏弄，把库伊拉做成了一个大蛋糕，最终库伊拉被再次逮捕。她的800万英镑资产被法院全部捐助给了“流浪犬之家”。

### 童话镇
库伊拉在《童话镇》第四季中登场，由维多利亚·斯莫费特饰演。她被设定为拥有操纵动物的超能力。因为库伊拉是纯粹的恶人，故事中并没有给她幸福结局，她最终被留在了冥界。

### 黑白魔女库伊拉
本片作为101忠狗的前传，讲述了库伊拉由一个善良的女孩艾斯黛拉黑化成凶狠残忍的反派的故事。艾斯黛拉是男爵和男爵夫人的女儿。男爵夫人在男爵出差是时命令管家约翰杀了自己的女儿艾斯黛拉，结果约翰将艾斯黛拉交给善良的女仆凯瑟琳收养。凯瑟琳和艾斯黛拉一起生活了10年，后来因艾斯黛拉被学校开除而前往伦敦。来到伦敦后，凯瑟琳想请男爵夫人给她们帮助以度过难关，不料男爵夫人召唤三条斑点狗把凯瑟琳推下悬崖，这一幕被艾斯黛拉目睹，她认为凯瑟琳的死是自己的错。在伦敦与杰斯伯和霍瑞斯一起生活了10年，因为喝醉了酒把衣服改造了一番而阴阳差错被男爵夫人看上并重用。艾斯黛拉渐渐发现是男爵夫人杀了凯瑟琳，于是白天是老实的艾斯黛拉潜入敌人内部，晚上则变成库伊拉抢走男爵夫人的风头。

## 演职人员

### 配音
| 作品                                  | 原声           | 台湾配音 | 香港配音 | 中国大陆配音 |
| ------------------------------------- | -------------- | -------- | -------- | ------------ |
| 《101忠狗》（1961年）                 | 貝蒂·劉·吉爾森 | 陳美貞   | 龍寶鈿   | 程晓桦       |
| 《101忠狗續集：倫敦大冒險》（2003年） | 蘇珊·布萊克利  | 崔幗夫   | ？       | 程晓桦       |

### 演员
| 作品                           | 演员        | 台湾配音 | 香港配音 | 中国大陆配音 | 泰语配音    |
| ------------------------------ | ----------- | -------- | -------- | ------------ | ----------- |
| 《101真狗》（1996年）          | 格倫·克洛斯 | 郎祖筠   | 卢素娟   | 刘雪婷       | ？          |
| 《102斑点狗》（2000年）        | 格倫·克洛斯 | 郎祖筠   | ？       | ？           | ？          |
| 《時尚惡女：庫伊拉》（2021年） | 艾瑪·史東   | ？       | ？       | ？           | 克丽丝·霍旺 |